# Чала-Кадагаурі
Чала-Кадагаурі (груз. ჭალა-ქადაგური) — село в Грузії.
За даними перепису населення 2014 року в селі проживає 21 особа.